# Зрительная система
Зри́тельная систе́ма (зри́тельный анализа́тор, о́рган зре́ния) — бинокулярная (стереоскопическая) оптическая система биологической природы, эволюционно возникшая у животных и способная воспринимать электромагнитное излучение видимого спектра (свет), создавая ощущение положения предметов в пространстве. Зрительная система обеспечивает функцию зрения.
Нормальным раздражителем органа зрения является свет. Под влиянием света в палочках, колбочках и светочувствительных ганглионарных клетках происходит распад зрительных пигментов (родопсина, йодопсина и меланопсина).
Палочки функционируют при свете слабой интенсивности, в сумерках; зрительные ощущения, получаемые при этом, бесцветны.
Колбочки функционируют днём и при ярком освещении; их функция определяет ощущение цветности.
Человек и многие другие животные обладают бинокулярным зрением, обеспечивающим возможность воспринимать объёмное изображение. Большинство дневных животных также обладает способностью различать отдельные цвета солнечного света (цветовое зрение).

## Анатомия
Зрительная система (зрительный анализатор) у млекопитающих включает следующие анатомические образования:
- периферический парный орган зрения — глаз (с его воспринимающими свет фоторецепторами — палочками, колбочками и светочувствительными ганглионарными клетками сетчатки);
- нервные структуры и образования ЦНС: зрительные нервы, хиазма, зрительный тракт, зрительные пути — II пара черепных нервов, глазодвигательный нерв — III пара, блоковый нерв — IV пара и отводящий нерв — VI пара;
- латеральное коленчатое тело промежуточного мозга (с подкорковыми зрительными центрами), передние бугры четверохолмия среднего мозга (первичные зрительные центры);
- подкорковые (и стволовые) и корковые зрительные центры: латеральное коленчатое тело и подушки зрительного бугра, верхние холмики крыши среднего мозга (четверохолмия) и зрительная кора.

### Кровоснабжение
Кровоснабжение осуществляется из бассейна внутренней сонной артерии по глазным артериям. Сетчатка кровоснабжается центральной артерией сетчатки, которая проникает в глаз в составе (в толще) зрительного нерва, а также получает кровь из сосудистой оболочки глаза. Слёзная железа получает кровь из слёзной артерии. Мышцы глаза — из одноимённых артерий.
Венозная кровь от различных структур и образований глазного яблока оттекает по одноимённым венам, которые сливаясь образуют верхнюю и нижнюю глазные вены. От сетчатки кровь оттекает в центральную вену сетчатки, из сосудистой оболочки — в четыре вены, впадающие в глазные вены.

### Дополнительные структуры глаза

#### Мышцы
Внешние мышцы глазного яблока (6):
- наружная прямая мышца глаза;
- внутренняя прямая мышца глаза;
- нижняя прямая мышца глаза;
- верхняя прямая мышца глаза;
- нижняя косая мышца глаза;
- верхняя косая мышца глаза.

#### Орбиты
Орби́та (глазни́ца) — парная полость в черепе, представляющая собой пирамидальную впадину, обладающую основанием, вершиной и четырьмя стенками. Содержит глазное яблоко с его придатками.

#### Слёзный аппарат
Слёзный аппарат состоит из слёзных желёз и системы слёзных путей. Выделяет и транспортирует к глазному яблоку слёзную жидкость (слезу), вырабатываемую гардеровыми или слёзными железами для смачивания и очищения поверхности глаза у земноводных, пресмыкающихся, птиц и млекопитающих. Эта жидкость прозрачная, слегка опалесцирует, имеет слабощелочную реакцию (норма рН слёзной жидкости: 7,3…7,5). Вырабатываемая слёзная жидкость по выводным канальцам (лат. ductuli excretorii) поступает в конъюнктивальный мешок (лат. saccus conjunctivae) и скапливается в нём, а оттуда движением век переносится на роговицу. После этого слёзная жидкость через слёзоотводящие пути — слёзное озеро (лат. lacus lacrimalis), слёзные канальцы (лат. canaliculi lacrimales), слёзный мешок (лат. saccus lacrimalis) и слёзно-носовой проток (лат. ductus nasolacrimalis) — уходит в нижний носовой ход.

## Глаза
У животных и человека органами зрения являются глаза. Высокоорганизованными (способными создавать изображения предметов и обеспечивать предметное зрение) глазами обладают, помимо позвоночных, головоногие моллюски и многие членистоногие, а также отдельные представители других типов животных — книдарий, кольчатых червей, плоских червей. Фасеточные глаза насекомых имеют принципиально отличное строение по сравнению с камерными глазами позвоночных и головоногих, однако связаны с ними постепенными переходами сравнительно-морфологического ряда.

## Альтернативные способы ориентирования в пространстве
Существуют сходные по функции со зрением другие сенсорные системы, применяемые для ориентирования в пространстве, например, ультразвуковая эхолокация летучих мышей и китообразных, позволяющая им обнаруживать мельчайшие объекты, электролокация некоторых рыб и утконоса, тепловая локация гремучих змей.
Также для ориентирования в пространстве применяются обоняние (наиболее характерен в этом смысле язык у змей, хотя так же широко известны в качестве примера ориентации по запаху у собаки), слух (боковая линия у рыб), и тактильные ощущения (восприятие давления и температуры, ощупывание).

## Эволюция зрительной системы

### Беспозвоночные
Как установлено с помощью методов генетической трансформации, гены eyeless дрозофилы и Small eye мыши, имеющие высокую степень гомологии, контролируют развитие глаза: при создании генноинженерной конструкции, с помощью которой вызывалась экспрессия гена мыши в различных имагинальных дисках мухи, у мухи появлялись эктопические фасеточные глаза на ногах, крыльях и других участках тела. В целом в развитие глаза вовлечено несколько тысяч генов, однако один-единственный «пусковой ген» («мастер-ген») осуществляет запуск всей этой генной сети. То, что этот ген сохранил свою функцию у столь далёких групп, как насекомые и позвоночные, может свидетельствовать об общем происхождении глаз всех двустороннесимметричных животных.

### Позвоночные
Глазные бокалы позвоночных формируются как выросты промежуточного мозга, а первичный центр обработки зрительной информации находится в среднем мозге.

### Млекопитающие
Предполагается, что в течение мезозойского периода ранние млекопитающие занимали подчинённое по отношению к «царствующим рептилиям» (особенно динозаврам, преимущественно занимавшим экологические ниши крупных хищников и травоядных) положение, имели мелкие размеры и сумеречный образ жизни. В таких условиях зрение для ориентации в пространстве становится второстепенным по отношению к обонянию и слуху. Химические чувства, которые и сейчас остаются для нас эмоционально окрашенными, обслуживаются передним мозгом и лимбической системой. Предполагается, что передний мозг в этих условиях приобретает большее значение. Когда «царствующие» рептилии исчезли в конце мезозоя, более широкие эволюционные возможности открылись для «угнетённых» млекопитающих. Они заселили все возможные экологические ниши освободившегося мира, зрение для некоторых отрядов снова стало наиболее важным из всех чувств. Однако формирующиеся заново зрительные пути направились к наиболее важной части мозга — переднему мозгу, расширяющемуся и формирующему характерные для млекопитающих крупные полушария. Ретино-тектальный путь остаётся пережитком старого зрительного пути, а ретино-геникуло-стриарный путь быстро становится наиболее важным путём передачи зрительной информации в мозг.

## Зрительная система у разных таксономических групп

### Беспозвоночные
У беспозвоночных встречаются очень разнообразные по типу строения и зрительным возможностям глаза и глазки — одноклеточные и многоклеточные, прямые и обращённые (инвертированные), паренхимные и эпителиальные, простые и сложные.
У членистоногих часто присутствует несколько простых глаз (иногда непарный простой глазок — например, науплиальный глаз ракообразных) или пара сложных фасеточных глаз. Среди членистоногих некоторые виды имеют и простые, и сложные глаза: так, у ос два сложных глаза и три простых глаза (глазка). У скорпионов 3—6 пар глаз (1 пара — главные, или медиальные, остальные — боковые), у щитня — 3. В эволюции фасеточные глаза произошли путём слияния простых глазков. Близкие по строению к простому глазу, глаза мечехвостов и скорпионов, видимо, возникли из сложных глаз трилобитообразных предков путём слияния их элементов (Беклемишев, 1964).

#### Простейшие
Некоторые простейшие имеют слабодифференцированные органоиды светового восприятия (например, стигма у эвглены зелёной).

#### Насекомые
Глаза насекомых имеют фасеточное строение. Разные виды по-разному воспринимают цвета, но в целом большинство насекомых хорошо различает не только лучи спектра, видимые человеком, но и ближний ультрафиолет. Это зависит, помимо генетических факторов (строение рецепторов), и от меньшего поглощения УФ-света — из-за меньшего его пути в оптической системе глаза. Например, пчёлы видят ультрафиолетовый рисунок на цветке.

### Позвоночные

#### Зрительная система рептилий, птиц и некоторых рыб
Установлено, что рептилии, птицы и некоторые рыбы имеют более широкую область ощущаемого оптического излучения. Они воспринимают ближний ультрафиолет (300—380 нм), синюю, зелёную и красную часть спектра. У некоторых земноводных, например, гребенчатого тритона, как показал Р. Маттей в 1925 году, зрение способно восстанавливаться после перерезания зрительного нерва.
Зрительный аппарат птиц обладает особенностями, не сохранившимися в зрении человека. Так, в рецепторах птиц имеются микросферы, содержащие липиды и каротиноиды. Считается, что эти микросферы — бесцветные, а также окрашенные в жёлтый или оранжевый цвет — выполняют функцию специфических светофильтров, формирующих «кривую видности».
У многих птиц их бинокулярное зрение из-за специфического расположения глаз не даёт такого большого поля стереоскопического зрения, как у человека.

#### Зрение млекопитающих
Мутация, некогда реализованная у одного из прапредков млекопитающих и закрепившаяся во всём классе, сократила число видов цветовых рецепторов колбочек до двух. Полагают, что предки млекопитающих — мелкие маммалиаформы — вели ночной образ жизни и компенсировали эту потерю значительным развитием сумеречного зрения (с помощью рецепторов — палочек).
Позже, однако, у приматов (в том числе человека) другая мутация вызвала появление третьего типа колбочек — цветовых рецепторов. Это было вызвано расширением экологической ниши млекопитающих, переходом части видов к дневному образу жизни, в том числе на деревьях. Мутация была вызвана появлением изменённой копии гена, отвечающего за восприятие средней, зелёночувствительной области спектра. Она обеспечила лучшее распознавание объектов «дневного мира» — плодов, цветов, листьев.
Глаз человека состоит из глазного яблока и зрительного нерва с его оболочками.
У человека и позвоночных имеется по два глаза, расположенных в глазных впадинах черепа.

##### Стереоскопическое зрение
У многих видов, образ жизни которых требует хорошей оценки расстояния до объекта, глаза смотрят скорее вперёд, нежели в стороны. Так, у горных баранов, леопардов, обезьян обеспечивается лучшее стереоскопическое зрение, которое помогает оценивать расстояние перед прыжком. Человек также имеет хорошее стереоскопическое зрение (см. ниже, раздел Бинокулярное и стереоскопическое зрение).
Альтернативный механизм оценки расстояния до объекта реализован у некоторых птиц, глаза которых расположены по разным сторонам головы, а поле объёмного зрения невелико. Так, куры совершают постоянные колебательные движения головой, при этом изображение на сетчатке быстро смещается, обратно пропорционально расстоянию до объекта. Мозг обрабатывает сигнал, что позволяет поймать мелкую добычу клювом с высокой точностью.
Глаза каждого человека внешне кажутся идентичными, но всё же функционально несколько различны, поэтому выделяют ведущий и ведомый глаз.
Определение ведущего глаза важно для охотников, видеооператоров и лиц других профессий. Если посмотреть через отверстие в непрозрачном экране (дырочка в листе бумаги на расстоянии 20—30 см) на отдалённый предмет, а затем, не смещая голову, поочерёдно закрыть правый и левый глаз, то для ведущего глаза изображение не сместится.

##### Физиология зрения человека
По мнению известного британского нейрофизиолога Ричард Маслэнда (Richard H. Masland), в области физиологии зрения ещё многое остаётся неизвестным, а высшие зрительные центры изучены лишь в самых общих чертах.
Из-за большого числа этапов процесса зрительного восприятия его отдельные характеристики рассматриваются с точки зрения разных наук — оптики, психологии, физиологии, химии.
Бинокулярное зрение у человека, как и у других млекопитающих, а также птиц и рыб, обеспечивается наличием двух глаз, информация от которых обрабатывается сначала раздельно и параллельно, а затем синтезируется в мозгу в зрительный образ. У далёких филогенетических предшественников человека глаза были расположены латерально, их зрительные поля не перекрывались и каждый глаз был связан только с противоположным полушарием мозга — контралатерально. В процессе эволюции у некоторых позвоночных, в том числе и у предков человека в связи с приобретением стереоскопического зрения, глаза переместились вперёд. Это привело к перекрытию левого и правого зрительных полей и к появлению новых ипсилатеральных связей: левый глаз — левое полушарие, правый глаз — правое. Таким образом появилась возможность иметь в одном месте зрительную информацию от левого и правого глаза, для их сопоставления и измерения глубины.
Ипсилатеральные связи эволюционно более молодые, чем контралатеральные. В ходе развития стереоскопичности зрения по мере перехода от животных с латерально направленными зрительными осями к животным с фронтальной ориентацией глаз доля ипси-волокон растёт (таблица).
| Вид животного  | Отношение количества неперекрёстных к числу перекрёстных волокон |
| -------------- | ---------------------------------------------------------------- |
| Овца           | 1:9                                                              |
| Лошадь         | 1:8                                                              |
| Собака         | 1:4,5                                                            |
| Опоссум        | 1:4                                                              |
| Морская свинка | 1:3                                                              |
| Кошка          | 1:3                                                              |
| Хорёк          | 1:3                                                              |
| Макака         | 1:1,5                                                            |
| Человек        | 1:2; 1:1,5; 1:1                                                  |

Большинство особенностей бинокулярного зрения человека обусловлено характеристиками нейронов и нейронных связей. Методами нейрофизиологии показано, что декодировать глубину изображения, заданную на сетчатках набором диспаратностей, начинают бинокулярные нейроны первичной зрительной коры. Было показано, что самое важное требование для осуществления стереоскопического зрения — это различия в образах на сетчатке двух глаз.
Благодаря тому, что поля зрения обоих глаз человека и высших приматов в значительной мере пересекаются, человек способен лучше, чем многие млекопитающие, определять внешний вид и расстояние (этому способствует также механизм аккомодации) до близких предметов в основном за счёт эффекта стереоскопичности зрения. Стереоскопический эффект сохраняется на дистанции приблизительно 0,1—100 м. У человека пространственно-зрительные способности и объёмное воображение тесно связаны со стереоскопией и ипси-связями.